# Josep Abella
Josep Oriol Abella Solano (* 25. Januar 1978 in Andorra), auch in der Schreibweise Oriol Abella oder kurz Josep Abella, ist ein ehemaliger andorranischer Fußballspieler auf der Position des Mittelfeld. Er war zuletzt für Constel·lació Esportiva und die andorranische Fußballnationalmannschaft aktiv.

## Karriere

### Verein
Seine Vereinskarriere begann Abella in seiner andorranischen Heimat, wo er ab dem Jahr 1998 im Kader des Erstligisten Constel·lació Esportiva aus der Hauptstadt Andorra la Vella stand. Ob er dem Verein bereits davor angehörte, ist aus den Quellen ebenso nicht ersichtlich wie genaue Daten über die Anzahl seiner Einsätze. Hier belegte er, an der Seite von Manolo Jiménez, mit der Mannschaft in der Saison 1998/99 nur einen Platz im Mittelfeld der Tabelle. Ob Abella seine Vereinskarriere nach Ablauf der Saison 1999 beendete, weiterhin im Kader von Constel·lació Esportiva verblieb und dort ein Jahr später das Double aus Meisterschaft und Landespokal gewann oder zu einem anderen Verein wechselte und dort seine Karriere fortführte, ist nicht bekannt.

### Nationalmannschaft
Sein Debüt für die andorranische Fußballnationalmannschaft gab Abella am 3. März 1999, im Freundschaftsspiel unter Trainer Manoel Miluir, gegen die Auswahl der Färöer (0:0). Dies sollte jedoch sein einziger Einsatz im Trikot der La Tricolor bleiben.